# Râul Valea Seacă, Moldova
Valea Seacă este un curs de apă, afluent al râului Moldova.

## Hărți
- Harta județului Suceava